# Bão Ianos (2020)
Bão Ianos, còn được gọi là Medicane Ianos, là một cơn lốc xoáy nhiệt đới Địa Trung Hải hiếm gặp, đã ảnh hưởng đến Hy Lạp vào ngày 17 và 18 tháng 9 năm 2020. Ianos phát triển từ một khu vực có áp suất thấp trên vịnh Sidra sau đó nhanh chóng hình thành xoáy thuận nhiệt đới trong khi đang di chuyển trên vùng biển ấm. Sau khi nhận được nhiều tên khác nhau từ các trung tâm khí tượng khác nhau, cơn bão đã được người Hy Lạp gọi là Ianos, nó nhanh chóng mạnh lên khi di chuyển về phía đông bắc. Sau khi càn quét qua Ý, cơn bão tiếp tục đổ bộ vào Malta và Crete với sức gió mạnh ngang một cơn bão nhiệt đới. Bất chấp sự tương tác khi vào đất liền, cơn bão nhỏ đã phát triển mạnh lên đạt đến cường độ cực đại 120 km/h (75 mph) vào ngày 18 tháng 9, trước khi đổ bộ vào vùng tây nam của Hy Lạp.
Thiệt hại xảy ra nghiêm trọng ở Hy Lạp tại các thành phố ở miền trung của đất nước này, họ hứng chịu hậu quả do cơn bão. Các thành phố như Karditsa và Mouzaki bị ngập trong vài ngày liền. Thiệt hại nông nghiệp vô cùng nặng nề ở các vùng nông thôn phía bắc Athens đã được báo cáo. Bốn người thiệt mạng và một người mất tích.

## Lịch sử khí tượng

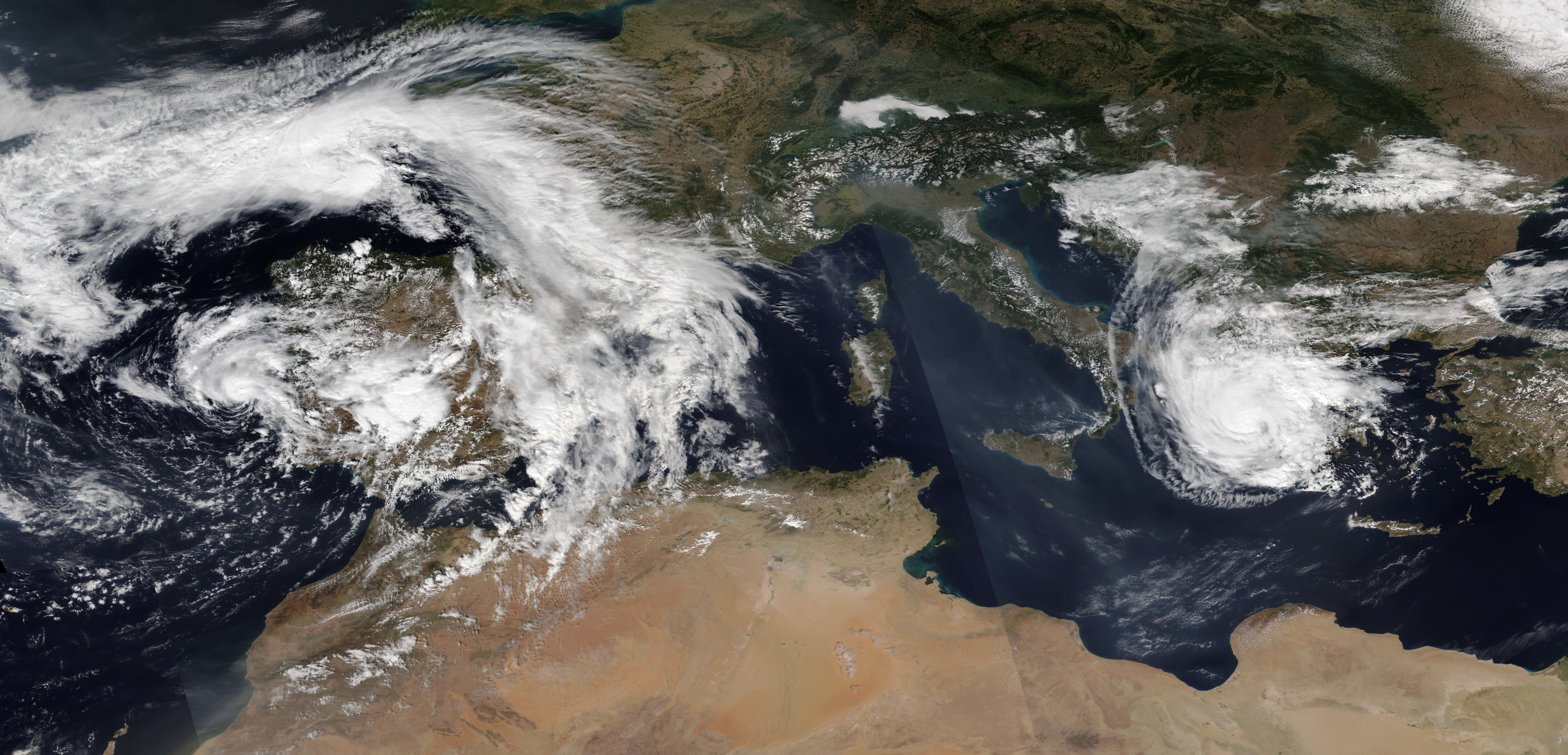
Bão cận nhiệt đới Alpha (trái) và Medicane Ianos (phải) đều ảnh hưởng đến châu Âu vào ngày 18 tháng 9.

Một vùng áp thấp đã di chuyển về phía đông ở phần nam Địa Trung Hải cho đến ngày 14 tháng 9 năm 2020. Vào ngày 14 tháng 9 này, một vùng áp suất thấp bắt đầu phát triển trên vịnh Sidra, bắt đầu hình thành xoáy thuận nhiệt đới trước hết bằng cách hình thành một lõi ấm trên bề mặt. Cơn bão nhanh chóng phát triển trong nhiều giờ tiếp theo khi di chuyển chậm về phía tây bắc với sức gió khoảng 50 km/h (31 mph). Đến ngày 15 tháng 9, cường độ bão tăng lên 65 km/h (40 mph), với áp suất tối thiểu là 1.010 hPa (30 inHg), và sự phát triển hơn nữa của nó được dự đoán sẽ diễn ra trong những ngày tới. Lốc xoáy có khả năng mạnh trở thành nhiệt đới trong vài ngày tới do nhiệt độ nước biển ấm từ 27 đến 28 °C (81 đến 82 °F) trong khu vực. Các mô hình dự báo thời tiết cho thấy nó có thể sẽ đổ bộ vào bờ biển phía tây của Hy Lạp vào ngày 17 hoặc 18 tháng 9. Ianos dần dần mạnh lên trên biển Địa Trung Hải, có đặc điểm của mắt bão. Ianos đổ bộ vào Hy Lạp với cường độ cao nhất vào 03:00 UTC ngày 18 tháng 9, với sức gió đạt đỉnh gần 65 kn (120 km/h; 75 mph) và áp suất trung tâm tối thiểu ước tính là 995 hPa (29,4 inHg), tương đương với bão cấp 1.
Nhiệt độ bề mặt biển ấm hơn trên biển Địa Trung Hải có thể là nguyên nhân khiến cơn bão mang nhiều diện mạo và đặc điểm nhiệt đới hơn, làm tăng tốc độ gió và làm cho cơn bão dữ dội hơn. Một nghiên cứu năm 2017 về Thay đổi hành tinh và Toàn cầu do Raquel Romera dẫn đầu đã kiểm tra một loạt các mô hình dự báo khí hậu khu vực cho thấy rằng các cơn bão loại này sẽ dần trở nên mạnh hơn và tác hại hơn do biến đổi khí hậu.

## Hình thành và tác động
Khi Ianos đi qua vùng phía nam của Ý vào ngày 16 tháng 9, nó đã gây ra mưa lớn trên khắp miền nam của đất nước này bao gồm đảo Sicily. Lượng mưa ở Reggio Calabria được báo cáo lên tới 35 mm (1,4 in), nhiều hơn lượng mưa bình thường hàng tháng của thành phố.
Cơ quan Khí tượng Quốc gia Hellenic đã ban hành Cảnh báo Đỏ, mức cảnh báo cao nhất, để cảnh báo người dân về cơn bão khi nó đang đến gần Hy Lạp. Tại Kefalonia, cây cối bị đổ và điện bị mất, người dân được khuyến khích ở trong nhà. Một trạm quan trắc ở Skinari, phía Bắc Zakynthos ghi nhận sức gió duy trì trong 1 phút đạt 30,2 m/s (109 km/h, cấp 11) và một trạm khác ở Palliki, Cephalonia ghi nhận sức gió duy trì tính trong trong 10 phút đạt 39,3 m/s (141 km/h), tính trong 1 phút đạt 44,1 m/s (159 km/h, cấp 14), gió giật tối đa đạt 54,2 m/s (195 km/h, cấp 16). Khi bão Ianos sựng lại ở phía tây của Hy Lạp, nó đã gây ra lũ quét và lở đất. Lượng mưa chính thức cao nhất được ghi nhận là 142 mm (5,6 in), mặc dù lượng mưa đỉnh chính xác được cho là cao hơn nhiều. Ianos khiến 3 người chết và 2 người mất tích. Vào ngày 19 tháng 9, xác một người đàn ông được tìm thấy đã chết trong trang trại của anh ta ở phía bắc Athens, trong khi thi thể của một phụ nữ được vớt từ ngôi nhà ngập lụt của cô ở một thị trấn gần đó. Vào ngày 20 tháng 9, thi thể của một nông dân 62 tuổi đã được tìm thấy dưới mái nhà bị sập ở một ngôi làng phía bắc Athens. Ngoài ra, thi thể một phụ nữ 43 tuổi được tìm thấy vào ngày 24 tháng 9 sau khi được tuyên bố mất tích vào ngày 20 tháng 9. Thi thể người phụ nữ bị cuốn vài dặm từ chiếc xe của cô bởi lũ quét. Hơn 5.000 ngôi nhà bị hư hại. Ngoài thủy triều mạnh ở các đảo Ionian như Kefalonia, Zakynthos, Ithaca và Lefkada, và 120 km/h (75 mph) gió tại Karditsa làm đổ cây cối và đường dây điện, đồng thời gây ra lở đất. Một cây cầu cũng bị sập ở Karditsa, một trong những khu vực bị ảnh hưởng nặng nề nhất. Trong cả nước, hơn 600 người đã được lực lượng chữa cháy quốc gia cứu sống. Vụ bông của Hy Lạp đã sẵn sàng cho thu hoạch, dự kiến bắt đầu ngay khi cơn bão đổ bộ. Tuy nhiên, Ianos có thể gây ra lũ lụt đáng kể và mất mùa ở những nơi mưa nhiều nhất, đặc biệt là ở Thessalia.

## Hậu quả và đặt tên
Thủ tướng Hy Lạp Kyriakos Mitsotakis cam kết "tất cả các khu vực bị ảnh hưởng sẽ được hỗ trợ ngay lập tức". Ông đã cử ba quan chức cấp cao đến khu vực miền Trung bị ảnh hưởng nặng nề. Vào ngày 22 tháng 9, Thủ tướng Mitsotakis đã đến thăm vùng Karditsa, một trong những vùng bị ảnh hưởng nặng nề nhất. 5.000 đến 8.000 Euro đã được trao cho mỗi hộ gia đình và doanh nghiệp ở Karditsa và Mouzaki. Tại Mouzaki, Thị trưởng Fanis Stathis tuyên bố rằng tất cả các trường học và vườn ươm sẽ vẫn đóng cửa, vì Ianos đã làm hỏng mạng lưới đường bộ và các tòa nhà trường học trong vùng.
Hy Lạp đã gán cho hệ thống bão này cái tên "Ianos" (Ιανός), đôi khi được ghép thành "Janus", trong khi cơ quan thời tiết Đức sử dụng tên "Udine"; người Thổ Nhĩ Kỳ sử dụng "Tulpar", và người Ý là "Cassilda"; được thông qua từ Trung tâm bão Địa Trung Hải không chính thức.